# Claudia von Alemann
Claudia von Alemann (Seebach, 23 marzo 1943) è una regista tedesca.

## Biografia
Claudia von Alemann è nata nel 1943 a Seebach (Turingia), attualmente nello stato federato della Turingia, e si trasferì con la famiglia a Krefeld, nella Germania Ovest, nel 1949. Frequentò lo Hildegard-von-Bingen-Gymnasium a Sülz, frazione di Colonia, nel quale si diplomò nel 1963. Studiò sociologia e storia dell'arte all'Università libera di Berlino fino al 1964 e successivamente all'istituto cinematografico della Scuola di Ulma.
Dal 1968 in avanti ha lavorato come regista freelance a progetti per diverse emittenti televisive, tra le quali la Hessischen Rundfunk e la Westdeutscher Rundfunk. Nel maggio 1968 si recò a Parigi, dove entrò nel collettivo cinematografico degli "Etats généraux du cinéma", cosa di cui parlò nel suo docuementario televisivo Das ist nur der Anfang – der Kampf geht weiter  ("Questo è solo l'inizio – la battaglia continua"). Nel 1973 organizzò con Helke Sander il Primo Seminario Internationale di Cinema delle Donne al cinema Arsenal di Berlino Ovest.
Dopo diversi cortometraggi e documentari su tematiche politiche, cinematografiche e sull'emancipazione femminile, tra il 1978 e il 1980 diresse il lungometraggio Blind Spot (Die Reise nach Lyon) sull'attivista peruviana-francese del XIX secolo Flora Tristán. Nel 1981 girò per la ZDF il videofilm surrealista Das Frauenzimmer ("La camera della signora"). Nell'ambito della rassegna Das kleine Fernsehspiel mise in scena nel 1983 Nebelland, un film sulla sfortunata storia d'amore tra una donna tedesca e un uomo statunitense.
Nel 1977 Claudia von Alemann divenne docente di cinematografia alla Hochschule für bildende Künste Hamburg, dal 1982 al 2006 fu professoressa di cinema alla Fachhochschule Dortmund. Nel 2019 è stata accolta nella sezione Arte Cinematografica e Multimediale dell'Akademie der Künste di Berlino.

## Vita privata
Ha avuto nel 1978 la figlia Noemi von Alemann dal drammaturgo svizzero Andres Müry. È sposata col regista cubano Fernando Pérez Valdés.
Suo fratello Ulrich von Alemann è stato professore ordinario di scienze politiche all'Università Heinrich Heine di Düsseldorf.

## Filmografia

### Cinema
- Einfach, cortometraggio (1966)
- Lustgewinn I, film sperimentale (1967)
- Fundevogel, cortometraggio (1967)
- Kathleen und Eldridge Cleaver, corto documentario (1970)
- Tu luc van doan – Aus eigener Kraft, corto documentario (1971)
- Es kommt drauf an, sie zu verändern, documentario (1973)
- Namibia, documentario (1974)
- Filme der Sonne und der Nacht: Ariane Mnouchkine, documentario (1977)
- Blind Spot (Die Reise nach Lyon) (1980)
- Das Frauenzimmer (1981)
- Nebelland (1982)
- War einst ein wilder Wassermann (2001)
- Die Frau mit der Kamera: Portrait der Fotografin Abisag Tüllmann (2011)

### Televisione
- EXPMNTL Knokke, documentario (1967)
- Das ist nur der Anfang – der Kampf geht weiter, documentario (1969)
- Kurzfilmtage Oberhausen, documentario (1969)
- Brigitte, corto documentario (1970)
- Germaine Greer, corto documentario (1971)
- FLQ Montreal, corto documentario (1971)
- Antiimperialistischer Frauenkongreß Toronto, corto documentario (1971)
- Zeitarbeit, corto documentario (1972)
- Arbeitsunfall, corto documentario (1972)
- Die Tür in der Mauer (1984)
- Das nächste Jahrhundert wird uns gehören, parte della serie Unerhört – Die Geschichte der deutschen Frauenbewegung von 1830 bis heute (1987)

## Riconoscimenti
- 1982 – Premio della critica tedesca (Preis der deutschen Filmkritik)[2]
  - Miglior film a Blind Spot
- 1983 – Première Manifestation Internationale de L'Audiovisuel Montbéliard
  - Gran premio della giuria e Premio del pubblico a Das Frauenzimmer
- 1988 – Festival Internationale de Films et Vidéos de Femmes Montreal
  - Gran premio della giuria a Das nächste Jahrhundert wird uns gehören
- 1993 – Festival internazionale del cinema femminile di Minsk
  - Premio speciale della giuria a Wie nächtliche Schatten/Rückfahrt nach Thüringen
- 1994 – Videofestival internazionale di Liegi
  - Premio speciale della giuria